# Hockey su prato alla XXVII Universiade - Torneo femminile
Il torneo femminile di hockey su prato alla XXVII Universiade si è svolto dal 9 al 14 luglio 2013 a Kazan', in Russia.

## Squadre qualificate
- Bielorussia
- Corea del Sud
- Giappone
- Russia

## Risultati

### Primo turno
| Pos. | Squadra       | Pt | G | V | N | P | GF | GS | DR |
| ---- | ------------- | -- | - | - | - | - | -- | -- | -- |
| 1.   | Corea del Sud | 9  | 3 | 3 | 0 | 0 | 11 | 2  | +9 |
| 2.   | Russia        | 4  | 3 | 1 | 1 | 1 | 6  | 6  | 0  |
| 3.   | Giappone      | 3  | 3 | 1 | 0 | 2 | 6  | 7  | -1 |
| 4.   | Bielorussia   | 1  | 3 | 0 | 1 | 2 | 3  | 1  | -8 |

| Data           | Ora         | Partita       | Partita | Partita       |
| -------------- | ----------- | ------------- | ------- | ------------- |
| 9 luglio 2013  | 16:00 UTC+4 | Corea del Sud | 5 - 1   | Bielorussia   |
| 9 luglio 2013  | 18:00 UTC+4 | Russia        | 3 - 2   | Giappone      |
| 10 luglio 2013 | 13:30 UTC+4 | Giappone      | 4 - 0   | Bielorussia   |
| 11 luglio 2013 | 13:30 UTC+4 | Corea del Sud | 2 - 1   | Russia        |
| 12 luglio 2013 | 16:00 UTC+4 | Giappone      | 0 - 4   | Corea del Sud |
| 12 luglio 2013 | 18:00 UTC+4 | Russia        | 2 - 2   | Bielorussia   |

### Finali
| Data            | Ora             | Partita         | Partita         | Partita         |
| Finale 3º posto | Finale 3º posto | Finale 3º posto | Finale 3º posto | Finale 3º posto |
| --------------- | --------------- | --------------- | --------------- | --------------- |
| 14 luglio 2013  | 16:00 UTC+4     | Giappone        | 3 - 1           | Bielorussia     |
| Finalissima     |                 |                 |                 |                 |
| 14 luglio 2013  | 18:15 UTC+4     | Corea del Sud   | 5 - 0           | Russia          |